# Ghost of Tsushima
Ghost of Tsushima est un jeu vidéo d'action en monde ouvert développé par Sucker Punch et édité par Sony, sorti le 17 juillet 2020 sur PlayStation 4.
Le jeu se passe au Japon, en 1274, et s'inspire de l'époque de Kamakura, sans pour autant chercher à la retranscrire fidèlement.
Une version director's cut sort sur PlayStation 5 le 20 août 2021 avec l'extension Iki Island. Un portage de cette version sur Microsoft Windows est sorti le 16 mai 2024.
Une suite intitulée Ghost of Yōtei est prévue pour le 2 octobre 2025 sur PlayStation 5.

## Trame
Ghost of Tsushima prend place au Japon féodal durant l'époque de Kamakura. Même si le jeu s'appuie sur des évènements historiques (en particulier, l'invasion ratée du Japon par les Mongols qui dirigeaient alors la Chine), les développeurs ont précisé qu'ils prendraient quelques libertés.

### Synopsis
En 1274, l'armée mongole dirigée par Khotun Khan, cousin fictif de Kubilai Khan, accoste sur les plages de l'île japonaise de Tsushima face à 80 samouraïs dirigés par le daimyo, le Jitō Shimura (Akio Ōtsuka) et son neveu Jin Sakai (Kazuya Nakai) — recueilli et élevé par ce dernier à la suite du meurtre de son père et du décès de sa mère, sœur du Daimyo Shimura. Les samouraïs sont facilement balayés par les Mongols qui ont l'avantage du nombre mais disposent aussi de l'expérience du Khan (Tsutomu Isobe) qui a étudié le code d'honneur et les tactiques des samouraïs afin de les retourner contre eux. Jin Sakai est laissé pour mort à la fin du carnage.
À son réveil Jin constate qu'il a été sauvé par une voleuse du nom de Yuna (Yufu Mizuno) qui lui demande en retour de l'aider à sauver son frère Taka, prisonnier des Mongols. Jin lui en fait la promesse mais tente dans un premier temps de délivrer son oncle, retenu prisonnier au château de Kaneda, mais échoue facilement battu par Khothun Khan.
Décidant de la recruter pour un nouvel assaut, Jin aide Yuna à délivrer Taka, qui décide de forger des armes pour ses troupes pour le remercier. Il recrute également Ishikawa (Shigeru Chiba), le plus grand archer de la péninsule, mais dont l'élève s'est rallié aux Mongols; Dame Masako (Mabuki Andou), dernière survivante du clan Adachi, massacré par un clan rival qui a profité de l'occasion offerte par l'invasion pour se débarrasser du clan ; et enfin, son ami d'enfance Ryuzo, chef des mercenaires rônins appelées Chapeaux de paille. Au cours de son voyage, Jin va peu à peu remettre en question son enseignement et délaisser le bushido pour des méthodes de combat moins honorables, mais plus efficaces.
Lors du nouvel assaut sur le château de Kaneda, Jin est trahi par Ryuzo qui rejoint les Mongols en échange de vivres pour ses hommes complètement affamés, mais la libération de Shimura et du château aboutit néanmoins.
Jin se fait un nouvel allié, Norio faisant partie des moines guerriers, puis le Shogun Koreyasu leur envoie des renforts de la grande île — sous le commandement de Lord Sadamune Oga, son porte-étendard personnel — pour reprendre la demeure de Shimura aux mains du Khan. Jin se fait néanmoins capturer par le Khan et s'il parvient à s'évader, Taka perd la vie en tentant de le secourir ce qui fera beaucoup souffrir Yuna. Le premier assaut est un échec cuisant, les techniques de samouraï étant inefficaces ; contre l'avis de son oncle, Jin décide de s'introduire secrètement dans la forteresse et empoisonne la boisson des Mongols avant de tuer Ryuzo mais le Khan lui échappe de nouveau.
Horrifié par les actes de son neveu qui a enfreint le Bushido, Shimura le fait mettre aux arrêts mais il parvient à s'évader quelques semaines plus tard. Lui et ses alliés parviennent à localiser le Khan au port le plus au nord de Tsushima, préparant son assaut sur la grande île. Mettant provisoirement leurs différends de côté, samouraïs et alliés de Jin s'unissent contre les Mongols et Jin finit par tuer Khotun Khan.
Jin apprend par la suite que malgré la victoire, le Shogun l'a déclaré traître et a ordonné à son oncle de le tuer. Après avoir été contraint d'affronter et de vaincre son oncle, le choix est donné à Jin Sakai (et donc au joueur) de rester fidèle ou non au code d'honneur des samouraï. Cela implique, si Jin fait le choix de garder la trace de ces enseignements passés, de tuer son oncle vaincu afin de lui épargner le déshonneur, comme le voudrait un vrai samouraï. Mais il peut également choisir de devenir définitivement le Fantôme de Tsushima, protégeant son peuple tout en étant désormais traqué par les samouraïs. Il laisse alors la vie sauve à son oncle.

## Système de jeu
Ghost of Tsushima est un jeu d'action présentant un monde ouvert constitué de plaines, forêts et villes,. Le gameplay consiste à se battre face à des personnages contrôlés par l'I.A, au moyen d'un katana, lors de combats réalistes et techniques se basant sur des mécaniques d'esquives, de parades et de coups faibles ou puissants,. Les combats sont évitables par le biais de phases d'infiltration où il sera possible d'utiliser un tantō pour assassiner discrètement les ennemis. Par ailleurs, le joueur possède un grappin afin de rentrer discrètement à l'intérieur de bâtiments.
Le jeu présente un mode Photo.

## Développement
Ghost of Tsushima est développé par Sucker Punch Productions, un studio américain de développement fondé en 1997. En 2017, à l'annonce du jeu, le studio est connu pour ses deux franchises à succès : Sly et Infamous.
L'équipe de développement s'est inspiré de nombreux mangas (comme Lone Wolf and Cub) et de films de samouraïs dont ceux d'Akira Kurosawa afin d'aborder une dimension réelle,. En outre, Sucker Punch s'est déplacé plusieurs fois sur l'île de Tsushima pour s’imprégner du lieu et le retranscrire au sein du jeu.

## Promotion
En octobre 2017, Ghost of Tsushima est annoncé lors de la PGW 2017 à travers un premier trailer. Plus tard, en juin 2018, le jeu se dévoile un peu plus au cours d'une conférence de Sony durant l'E3 2018 via un trailer de son gameplay. D'abord lors d'un State of Play organisé par PlayStation puis lors des Game Awards 2019, un nouveau trailer est dévoilé, une date de sortie est prévue pour l'été 2020.
Une date de sortie est prévue pour le 26 juin 2020 via un trailer. Il est finalement repoussé au 17 juillet 2020.

## Accueil

### Critique
Ghost of Tsushima reçoit un accueil critique « généralement favorable », l'agrégateur de notes Metacritic lui donnant la note de 83 %.
Ghost of Tsushima est le 27e jeu à obtenir la note maximale de 40/40 du magazine japonais Famitsu.
Toshihiro Nagoshi, producteur exécutif de Sega pour la saga Yakuza, s'est montré particulièrement élogieux envers le jeu, disant qu'il « aurait dû être fait au japon ».

### Ventes
En juillet 2022, Ghost of Tsushima s'était vendu à 9,74 millions d'exemplaires. En mai 2023, le jeu avait dépassé le million de copies vendues au Japon. En septembre 2024, selon le New York Times, Sucker Punch en a écoulé 13 millions d'unités,,.

### Distinctions
Le jeu est sacré choix des joueurs aux Game Awards 2020 à la suite des votes des internautes et remporte lors de la cérémonie le prix de la meilleure direction artistique.

## Adaptation cinématographique
Le 25 mars 2021, Sony Pictures et PlayStation Productions ont annoncé le développement d'une adaptation cinématographique du jeu, sous la direction de Chad Stahelski. Le film sera produit par Stahelski, Alex Young et Jason Spitz de 87Eleven Entertainment, et Asad Qizilbash et Carter Swan pour PlayStation Productions ; Sucker Punch servira de producteur exécutif, Peter Kang supervisant la production au nom du studio. Le 12 avril 2022, Takashi Doscher a été engagé pour écrire le scénario,.

## Suite
Le 24 septembre 2024 est annoncé lors d'une conférence en direct State of Play présenté par Sony Ghost of Yōtei, un jeu qui s'inscrit comme étant une suite de Ghost of Tsushima. Toujours développé par Sucker Punch et en exclusivité sur PlayStation 5, le jeu se sépare du contexte historique de Ghost of Tsushima pour laisser place à une intrigue qui se déroule en 1603 sur l'île d'Ezo, plus communément connue aujourd'hui sous le nom de l'île d'Hokkaido. Le protagoniste est de même différent puisque cette fois-ci, les studios de Sucker Punch ont décidé de mettre une femme nommée Atsu au premier plan. L'annonce se conclut par une sortie prévue pour 2025.